# エーリッヒ・フォン・ドリガルスキー

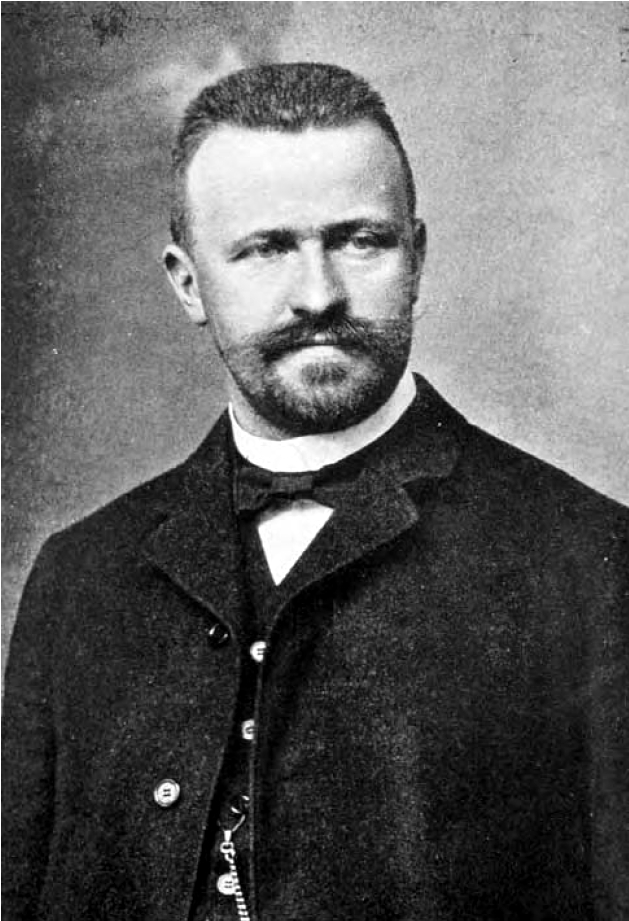
ドリガルスキー（1900年）

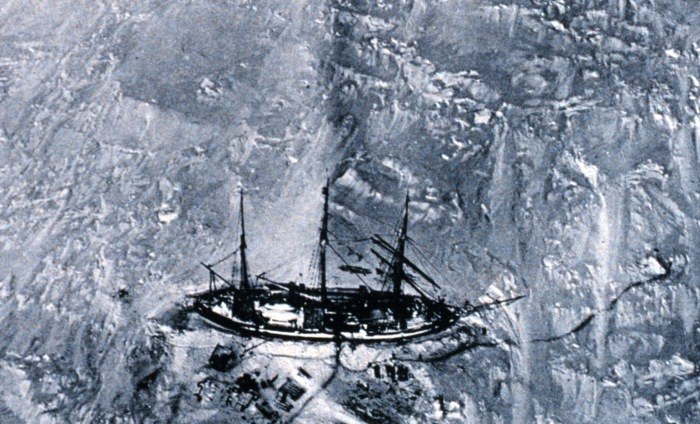
氷に閉じ込められたガウス号（気球からの写真で最初の航空写真）

エーリッヒ・ダゴベルト・フォン・ドリガルスキー（Erich Dagobert von Drygalski, 1865年2月9日 - 1949年1月10日）は、ドイツの地理学者、地球科学者である。1901年から1903年の間に行われた、ガウス号によるドイツの南極探検隊を率いた。

## 生涯
プロイセン王国のケーニヒスベルクに生まれた。ケーニヒスベルク大学、ボン大学、ベルリン大学、ライプツィヒ大学で数学、自然科学を学び、北欧の氷盾の研究で博士号を得た。
ベルリンの測地学研究所と国際測地局 (Zentralbüro der internationalen Erdmessung) の職員となり、ベルリン地球科学協会 (Berliner Gesellschaft für Erdkunde) の派遣した極地探検隊の隊長として1892年から1893年に西グリーンランドで越冬した。これらの研究により1989年に教授資格を得て、同年ドイツ最初の南極探検隊の隊長になることが決められた。1898年にベルリン大学の地球科学の准教授に任じられた。ガウス号による南極探検はケルゲレン諸島の南の未調査の南極地域をめざした。1901年の夏、ガウス号はキールから出航し、一部の隊員をケルゲレン諸島に残したうえで、本隊はさらに南に航海した。ハード島でしばらく、島の地質、植物相、動物相の科学調査を行った。ガウス号は14か月の間氷に閉じこめられたものの、のちにカイザー・ヴィルヘルム2世ラント (Kaiser Wilhelm II Land) と名付けられることになる地域などを発見した。ガウス号は1903年11月にキールに帰還し、ドリガルスキーは探検の成果をまとめ、1905年から1931年の間に12巻の記録と2巻の地図を出版した。1906年10月からミュンヘン大学の教授となり、地理研究所を設立し所長を務めた。1910年のスピッツベルゲン島へのツェッペリン飛行船による探検飛行にも参加した。
1933年、両極地方における氷河学研究に対して、イギリスの王立地理学会から金メダル（パトロンズ・メダル）を贈られた。
ミュンヘンにて没。
デービス海（南極海）の島がドリガルスキー島と命名された。月のクレーターにもドリガルスキーの名が命名されている。

## 著書
- Grönland-Expedition der Gesellschaft für Erdkunde zu Berlin 1891-1893, 2 Bde., Kühl, Berlin 1897
- Zum Kontinent des eisigen Südens, Verlag Georg Reimer, Berlin, 1904
- (Hrsg.): Die Deutsche Südpolar-Expedition 1901–1903 im Auftrage des Reichsamtes des Innern., 20 Bde. und 2 Atlanten. Berlin, 1905–1931
- Die Deutsche Südpolarexpedition. 15 Bände und 3 Atlanten. Berlin, 1915
- Erich von Drygalski und Fritz Machatschek: Gletscherkunde. Wien,Deuticke, 1942.